# Windgetriebene Zirkulation
Als Windgetriebene Zirkulation bezeichnet man stationäre Meeresströmungen im oberen Bereich der Ozeane, die bis in 2000 Meter Tiefe wirken.
Man unterscheidet verschiedene Phänomene und Modelle. Hierzu gehören
- die Langmuir-Zirkulation (Irving Langmuir, 1938) sowie
- der Ekman-Transport und die Korkenzieherströmung, die in analytischen Arbeiten von Vagn Walfrid Ekman und Harald Ulrik Sverdrup beschrieben wurden.

Verfeinerte Modelle stammen von Henry Stommel (Sverdrupgleichung mit Bodenreibung) und Walter Munk (Sverdrupgleichung mit horizontaler Reibung bzw. Impulsfluss). 
Zur Untersuchung des Einflusses von windgetriebener Zirkulation auf Klima, Ökosysteme und die Zusammensetzung des Meerwassers kommen auch numerische Modelle zum Einsatz.
Neben der wingetriebenen Zirkulation gibt es als zweiten Typ ozeanischer Zirkulation die Thermohaline Zirkulation, die durch Dichteunterschiede des Meerwassers angetrieben wird. 